# رضا علي حسين
رضا علي حسين (11 أغسطس 1947 -)، ممثل كويتي.

## عن حياته
كانت بدايته في التمثيل خلال مسرحية ناس وناس والتي عرضت في عام 1966 ثم توالت أعماله، ومن أشهر أدواره «عبد الرحمن» في مسلسل الأخ صالحة مع الفنانة حياة الفهد.

## أعماله[2]
- البيت بيت أبونا
- توالي الليل
- مطلقات صغيرات
- سوق الجت
- التنديل
- الأخ صالحة
- الفرية
- إعدام أحلام عبد السلام
- حتى التجمد
- بيتنا الكبير
- السرايات
- الدردور
- سنطرون بنطرون
- سابع جار
- طير الخير
- الناس أجناس
- جنون البشر
- دلق سهيل ج1
- من المتهم
- أبي العزيز
- عبد الله البري وعبد الله البحري
- المحطة الأخيرة
- السلسلة
- شربكة دربكة
- طش ورش
- طيف السلام
- مرآه الزمان
- ازعاج
- العصابة
- الخطأ والعقاب
- جسوم ومشيري
- رحلة العمر - سباعية
- فرسان المناخ
- يا معيريس
- دكوش يغزو وادي القمر
- سيدي الرجل لا
- زوجة من سوق المناخ
- مذكرات جحا
- عمارة رقم 20
- الابريق المكسور
- أزهار الشك
- والدي العزيز
- اللعبة
- الأقدار
- إمرأة قالت لا
- كاوبوي في الدبدبه

## أعماله في تأليف
- مجنون عاقل جداً
- 3 في 3
- زيارة

## وصلات خارجية
- رضا علي حسين على موقع قاعدة بيانات الأفلام العربية